# Осінь у Нью-Йорку
«Осінь у Нью-Йорку» (англ. Autumn In New York) — американський фільм 2000 року режисера Джоан Чень.

## Сюжет
Власник нью-йоркського ресторану Вілл Кін, гуляючи Центральним парком, назавжди попрощався зі своєю черговою коханою і тієї самої миті побачив Шарлотту Філдинґ, а ввечері знову зустрів її — у себе в ресторані, де Шарлотта святкувала 22-річчя. Досвідчений і розумний ловелас Вілл, попри свої 48 років, негайно почав нову любовну пригоду.
Роман стрімко розвивався, аж раптом Вілл Кін дізнався, що його обраниця смертельно хвора і жити їй залишилося тільки рік, або й менше …

## В ролях
- Річард Гір — Вілл Кін
- Вайнона Райдер — Шарлотта Філдінг
- Ентоні Лапалья — Джон
- Елейн Стрич[en] — Доллі
- Віра Фарміґа — Ліза Тайлер
- Джил Геннессі — Лінн Маккейл
- Джонатан Сіммонс — доктор Том Гранді
- Сем Траммелл — Саймон
- Білл Реймонд — Майкл

## Критика
- 2001 — номінований на антинагороду «Золота малина» (Річард Гір і Вайнона Райдер)[1]